# Mohammed Kadiri
Abdul Mohammed Kadiri (ur. 7 marca 1996 w Obuasi) – ghański piłkarz, grający na pozycji obrońcy.

## Kariera piłkarska

### Kariera klubowa
Wychowanek klubu Ashanti Gold S.C., w barwach którego w 2015 rozpoczął karierę piłkarską. 31 sierpnia 2016 przeszedł do Austrii Wiedeń. 2 sierpnia 2018 został wypożyczony na rok do Arsienału Tuła. 3 czerwca 2019 podpisał kontrakt z Dynamem Kijów.

## Sukcesy i odznaczenia

### Sukcesy piłkarskie
Ashanti Gold
- mistrz Ghany: 2015

Austria Wiedeń
- wicemistrz Austrii: 2016/17